# Pleurophyllidiopsis
Pleurophyllidiopsis Tchang, 1934 è un genere di molluschi nudibranchi della famiglia Arminidae.

## Tassonomia
Comprende le seguenti specie:
- Pleurophyllidiopsis amoyensis Tchang, 1934 - specie tipo
- Pleurophyllidiopsis orientalis Lin, 1981
- Pleurophyllidiopsis tsingtaoensis Lin, 1981